# Michal Herzog

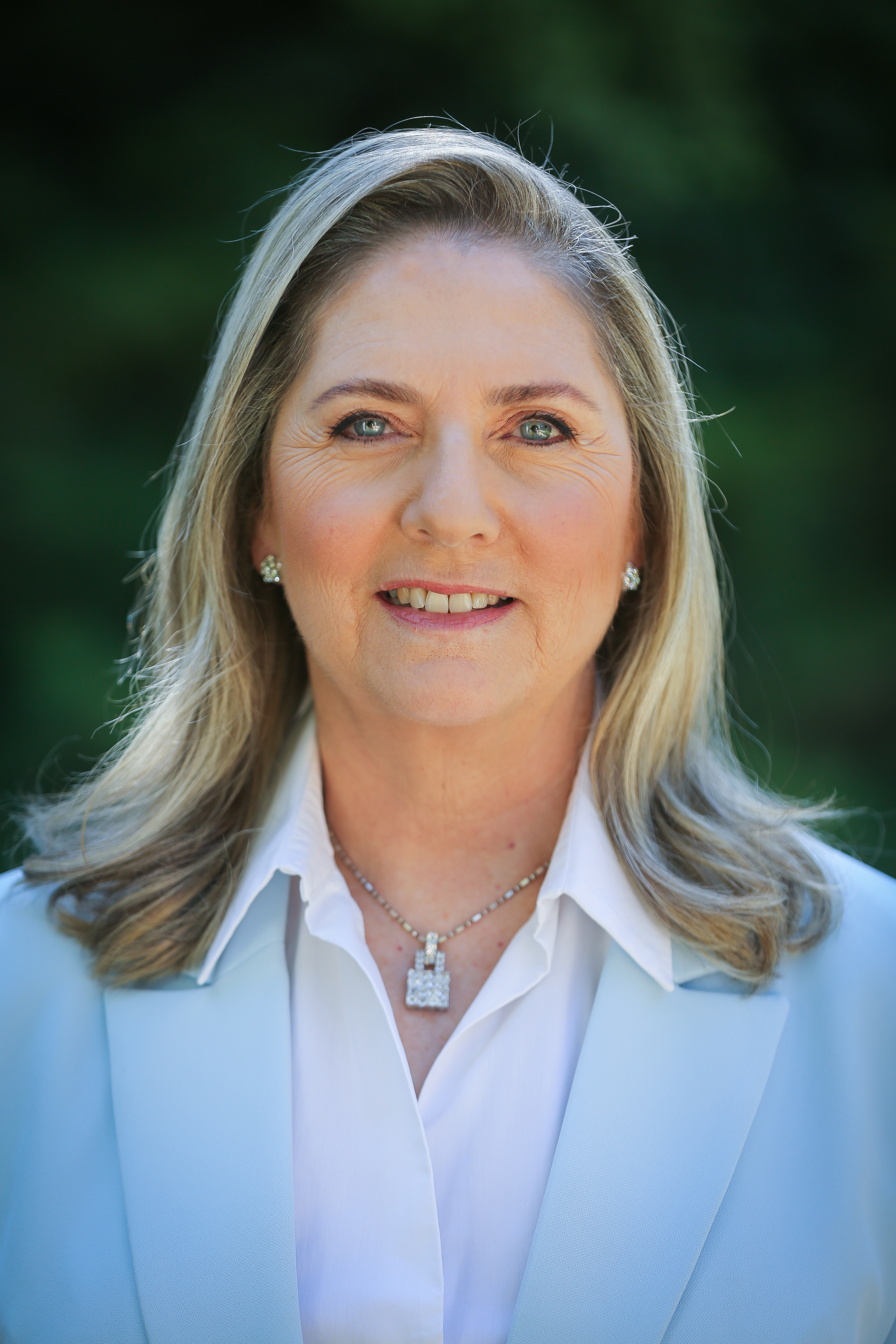
Michal Herzog (2022)

Michal Herzog (hebräisch מיכל הרצוג; * 1962 im Kibbuz Ein Harod) ist eine israelische Rechtsanwältin.

## Leben und Karriere
Ihre Eltern waren Zvia (geb. Brin), eine Lehrerin aus Afula, und Shaul Afek, Mitglied der Palmach und Oberst der israelischen Streitkräfte. Michal Afek wuchs in Tel Aviv und im Stadtteil Neve Rom in Ramat haScharon auf und lebte zeitweise in Brasilien. Ihre Cousine väterlicherseits ist die Militäranwältin Sharon Afek. Während ihrer Zeit bei den israelischen Streitkräften diente Afek im Geheimdienst, wo sie ihren zukünftigen Ehemann Jitzchak Herzog kennenlernte. Die beiden heirateten im August 1985. Sie haben drei Söhne.
Michal Herzog schloss 1986 ihr Jurastudium an der Universität Tel Aviv ab und erhielt 1988 die Zulassung der israelischen Rechtsanwaltskammer. Sie wurde von der Kanzlei Uri Slonim eingestellt und vertrat unter anderem den Bankräuber Ronnie „Ofnobank“ Leibowitz.
Herzog war Mitglied des Vorstands von Ma’aleh, einer Organisation, die sich für die Förderung von Unternehmensverantwortung und die Entwicklung verantwortungsvoller Managementstandards in Israel einsetzt. Sie war Direktorin von Polar Investments und externe Direktorin von Friedenson Logistics Services.
Ihr Mann wurde 2021 zum Präsidenten Israels gewählt, was sie zur First Lady des Landes machte.